# Avira
Avira, oficjalnie Avira Operations GmbH & Co. KG – niemieckie przedsiębiorstwo zajmujące się tworzeniem oprogramowania zabezpieczającego (m.in. programów antywirusowych). Powstało ono w 1986 roku i posiada siedzibę w Tettnang w Niemczech. W 2020 roku Avira została sprzedana przez dotychczasowego właściciela, Investcorp Technology Partners, firmie Gen Digital.

## Nagrody
Avira regularnie zdobywa nagrody w testach antywirusowych, co potwierdzają między innymi testy AV-Comparatives, która oceniła program Avira AntiVir Premium (obecnie Avira Antivirus Pro) jako produkt roku 2008. AV-Comparatives nagradzało produkt także w roku 2010, 2012 oraz 2014.
Również w 2008 roku Anti-Malware Test Lab przyznał produktowi złote odznaczenie za proaktywną ochronę antywirusową oraz wykrywanie i usuwanie rootkitów.
W 2009 roku brytyjskie czasopismo komputerowe PC Pro oceniło antywirus Avira 6 na 6 gwiazdek i umieściło produkt na liście A dla oprogramowania chroniącego dane komputerowe.
Avira była także jednym z pierwszych przedsiębiorstw, które uzyskały złoty certyfikat OESIS OK, przyznawany firmom, których produkty odznaczają się pełną kompatybilnością z technologiami sieciowymi, takimi jak TLS i VPN.